# Veliki Perevoz
Veliki Perevoz - Великий Перевоз (rus) - és un poble de l'óblast de Bélgorod, a Rússia. El 2010 tenia 45 habitants. Pertany al districte (raion) de Stari Oskol.